# Моло (Кыргызстан)
Моло (кирг. Моло) — село в Кадамжайском районе Баткенской области Кыргызстана. Входит в состав айылного аймака Бирлик.

## География
Село расположено в восточной части области, на расстоянии приблизительно 45 километров (по прямой) к юго-западу от города Кадамжай, административного центра района. Абсолютная высота — 1648 метров над уровнем моря.

## Население
Согласно оценочным данным Национального статистического комитета Кыргызской Республики, численность населения села на начало 2023 года составляла 690 человек.
| год     | 2009 | 2014 | 2015 | 2020 | 2021 | 2023 |
| ------- | ---- | ---- | ---- | ---- | ---- | ---- |
| человек | 411  | 606  | 607  | 609  | 625  | 690  |